# 冷凍空気調和機器施工技能士
冷凍空気調和機器施工技能士（れいとうくうきちょうわききせこうぎのうし）とは、国家資格である技能検定制度の一種で、都道府県職業能力開発協会（問題作成等は中央職業能力開発協会）が実施する、冷凍空気調和機器施工に関する学科及び実技試験に合格した者をいう。

## 概要
冷凍空気調和機器の施工に必要な技能を認定する国家資格(名称独占資格)である。
等級には、1級～3級まであり、それぞれ上級技能者、中級技能者、初級技能者が通常有すべき技能の程度と位置づけられている。
なお職業能力開発促進法により、冷凍空気調和機器施工技能士資格を持っていないものが冷凍空気調和機器施工技能士と称することは禁じられている。
また、冷凍空気調和機器施工技能士は、職業訓練指導員 (冷凍空調機器科)の実技試験免除資格になっている。

## 実技作業試験内容（冷凍空気調和機器施工作業）
- 1級
  - 作業試験：銅管及び継手を使用して、フレア加工、曲げ加工、ろう付け等により立体的な冷凍空調設備の配管及び気密試験について行う。試験時間＝2時間
  - ペーパーテスト：冷凍空気調和機器の機能、構造、故障の発見等について行う。試験時間＝1時間30分
- 2級
  - 作業試験：銅管及び継手を使用して、フレア加工、曲げ加工、ろう付け等により平面的な冷凍空調設備の配管及び気密試験について行う。試験時間＝2時間
  - ペーパーテスト：冷凍空気調和機器の機能、構造、故障の発見等について行う。試験時間＝1時間30分
- 3級
  - 銅管及び継手を使用して、フレア加工、曲げ加工等により冷凍空調設備の配管作業を行う。試験時間＝2時間